# Neolítico en África
El Neolítico, que se define en razón del conocimiento y uso de la agricultura y/o de la ganadería, se detecta en África hacia el final del último periodo glaciar, cuando algunas sociedades de cazadores-recolectores comenzaron a transformarse progresivamente en productoras. Suele ir acompañado por la alfarería, pero no siempre es así.
El neolítico surgió hacia 10000a.c.,con el inicio de la agricultura y la ganadería , y finalizó hacia el 4500a.c., cuando empezaron a trabajar los metales .
El Neolítico africano ha sido estudiado tradicionalmente como un fenómeno dependiente de la neolitización del Próximo Oriente, debido a la precocidad de este último y a la proximidad geográfica de ciertas zonas africanas, como el Bajo Egipto. En los últimos años la investigación prehistórica en África parece haberse ido librando de esta orientación difusionista al quedar en evidencia la originalidad del foco neolítico sahariano, surgido de sustratos culturales autóctonos y que siguió sus propios y complejos mecanismos de transformación. Aunque posiblemente recibió especies animales domésticas asiáticas, el Neolítico africano tiene una notable personalidad propia que se reflejó posteriormente en el desarrollo del Egipto faraónico, cuya idiosincrasia diferencia claramente esta civilización de sus vecinas contemporáneas. No obstante, la ausencia de buenas secuencias arqueológicas limita, por el momento, el desarrollo de una adecuada investigación.

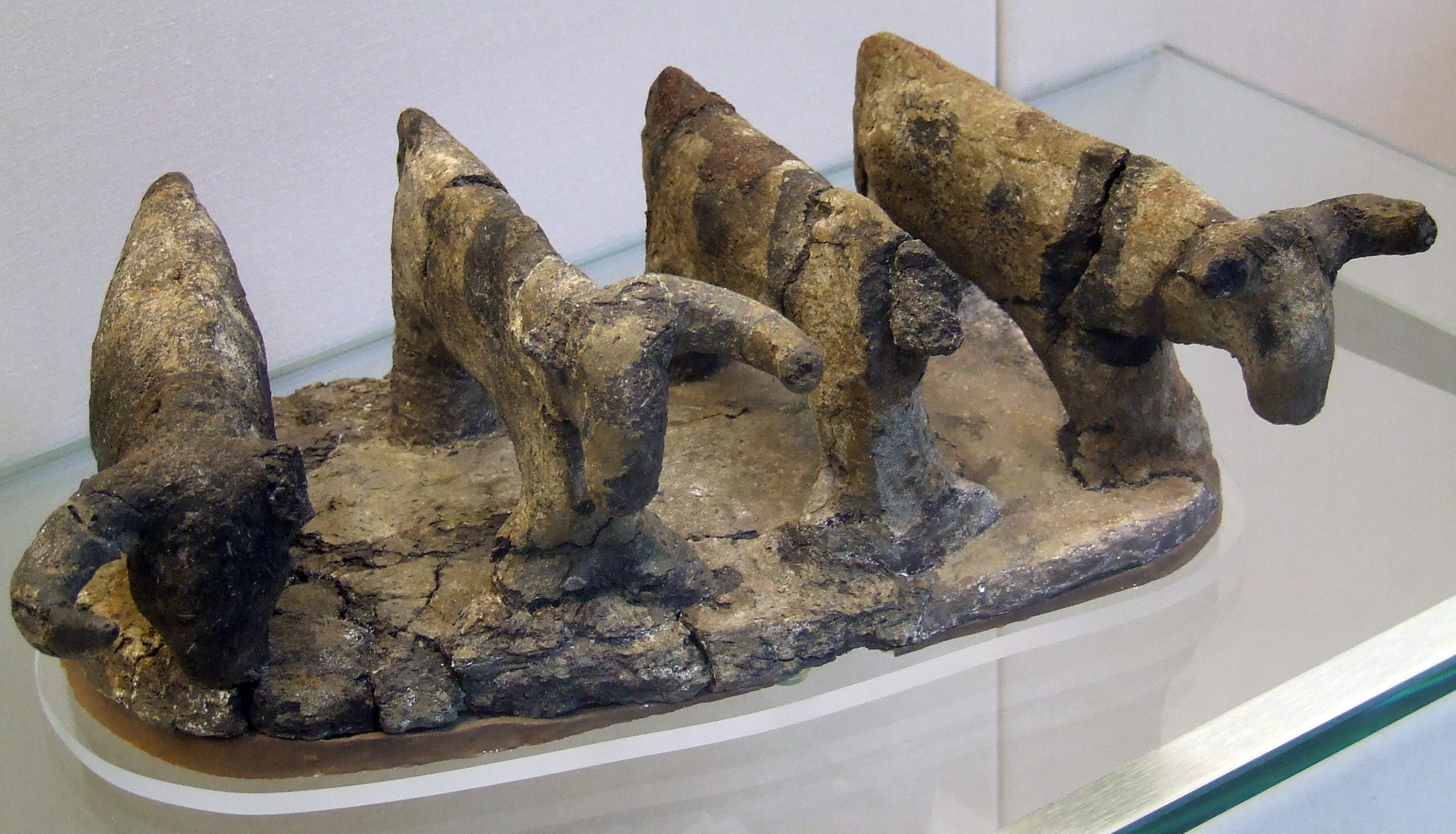
Figurillas de arcilla representando a cuatro bóvidos. El-Amra, Egipto (3500 a. C.)

## Cronología y periodización

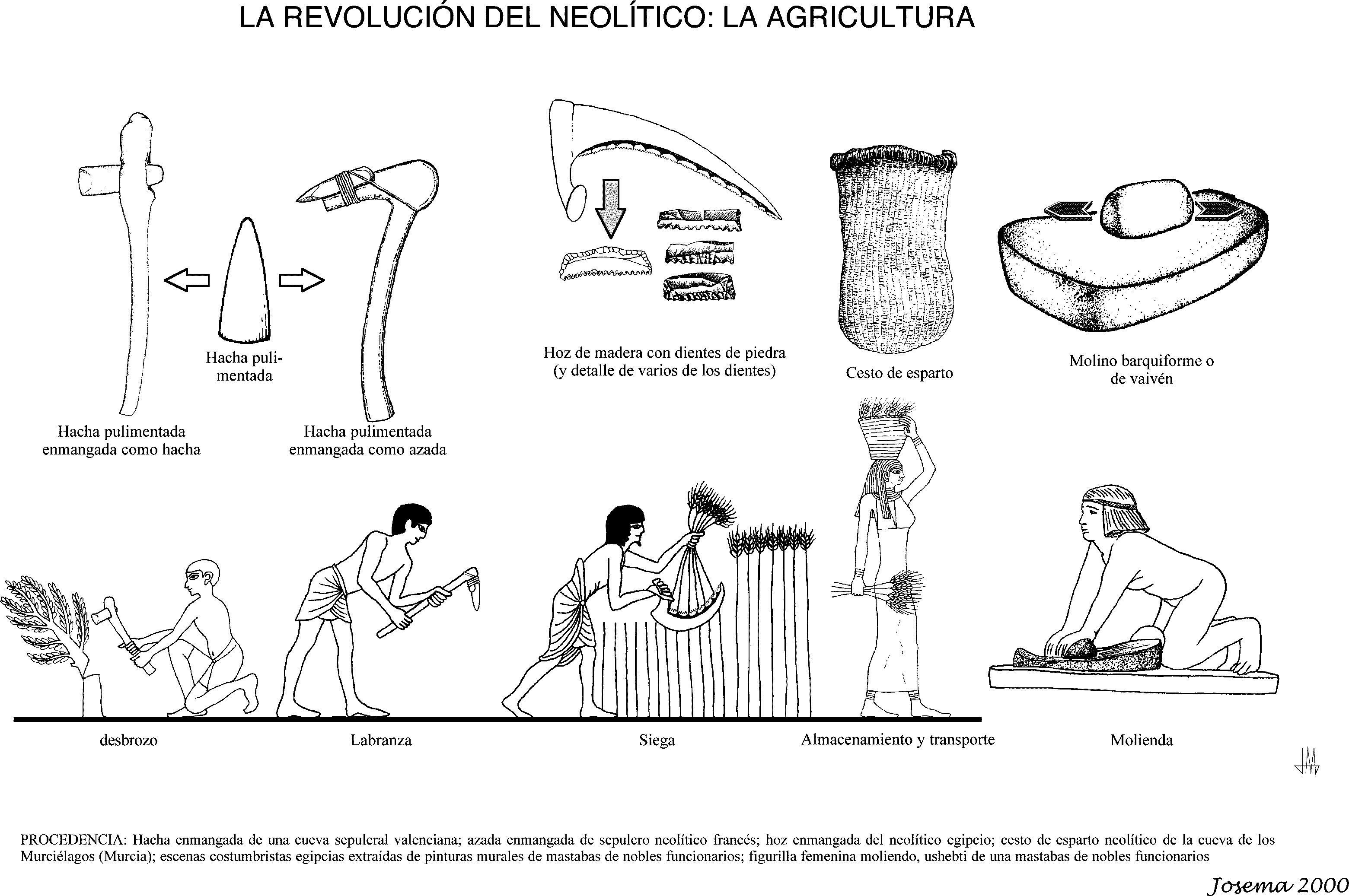
Esquema de las actividades agrícolas del Neolítico relacionadas con sus herramientas. Se han elegido tanto dibujos de herramientas reales (hallazgos arqueológicos), como actividades representadas, en este caso en pinturas egipcias.

Las cronologías tienden a variar en tanto se analice una u otra área del continente africano, aunque de forma general el proceso de neolitización parece iniciarse en torno al 7000 a. C., si bien algunos autores rebajan la fecha hasta el 5000 a. C. en la región noroccidental de África. De todos modos, para el Neolítico africano se dispone de muy pocas fechas calibradas, por lo que cualquier cronología es discutible.
Con respecto a una periodización interna, buena muestra de la importancia que en la neolitización de África tuvo el pastoreo es el hecho de que generalmente suela dividirse en Neolítico Prepastoral y Neolítico Pastoral.
En áreas como Egipto el desarrollo de especies cultivadas y la domesticación de animales fue secundaria en los primeros momentos, siendo buena parte del proceso de neolitización debido a influencias saharianas y asiáticas. También se suele creer que el acceso a la agricultura en Etiopía  fue el resultado de influencias externas, aunque se consiguieron cultivar plantas locales exclusivas de la región.

## Proceso de Neolitización

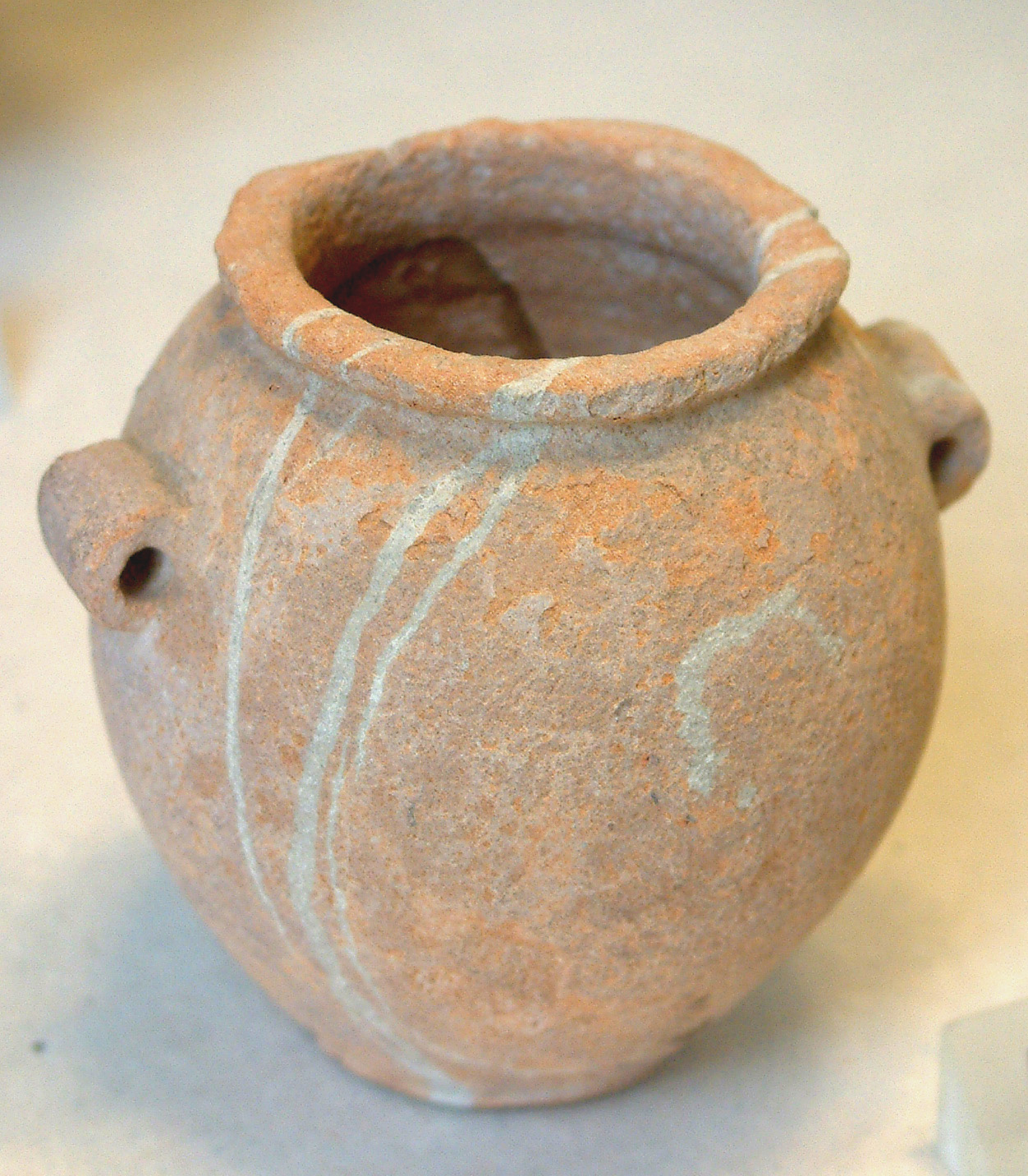
Cerámica egipcia.

En este proceso influyeron muchos factores, aunque, básicamente, los prehistoriadores han considerado dos:
- La tradicional línea difusionista, que establecía como motor de los cambios la llegada de gentes foráneas a tierras africanas o unos posibles contactos con el Próximo Oriente asiático (principalmente de la zona del valle del Nilo y el Sudán), aprovechando los notables circuitos de trashumancia desarrollados en todo el Levante mediterráneo.
- La más novedosa línea autoctonista, según la cual los grupos mesolíticos africanos del interior del Sáhara y el Magreb evolucionaron internamente hacia procesos neolíticos. En los últimos decenios los investigadores se han encontrado en estas zonas de África con datos que muestran una evolución única y diferenciada en la adopción de formas de vida neolíticas: mientras en el Próximo Oriente, se detecta primero la sedentarización de los cazadores-recolectores natufienses como paso previo a la adopción de la agricultura (dando lugar a lo que se ha definido como Neolítico precerámico), aquí existieron culturas mesolíticas con cerámica que posteriormente adoptaron la ganadería como patrón de vida, pero sin llegar a sedentarizarse del todo nunca; así, en el continente africano la ganadería sería anterior a la agricultura, la cual, si exceptuamos el valle del Nilo y el Magreb, siempre tuvo un papel secundario.[2]

También se considera importante por su influencia global en el proceso el clima africano, que a todas luces condicionó la aparición de la agricultura; de este modo, en el norte del continente, cerca de la costa, existía un clima mediterráneo apto para el cultivo de cereales ya explotados en el Próximo Oriente (como el trigo y la cebada). Por el contrario, en la zona sahariana y centroafricana el clima era (y es) de tipo monzónico, a lo que habría que sumar el cambio climático registrado a principios del Holoceno, con un importante descenso de la aridez (ca. 9000-5000 a. C.).

## Características generales

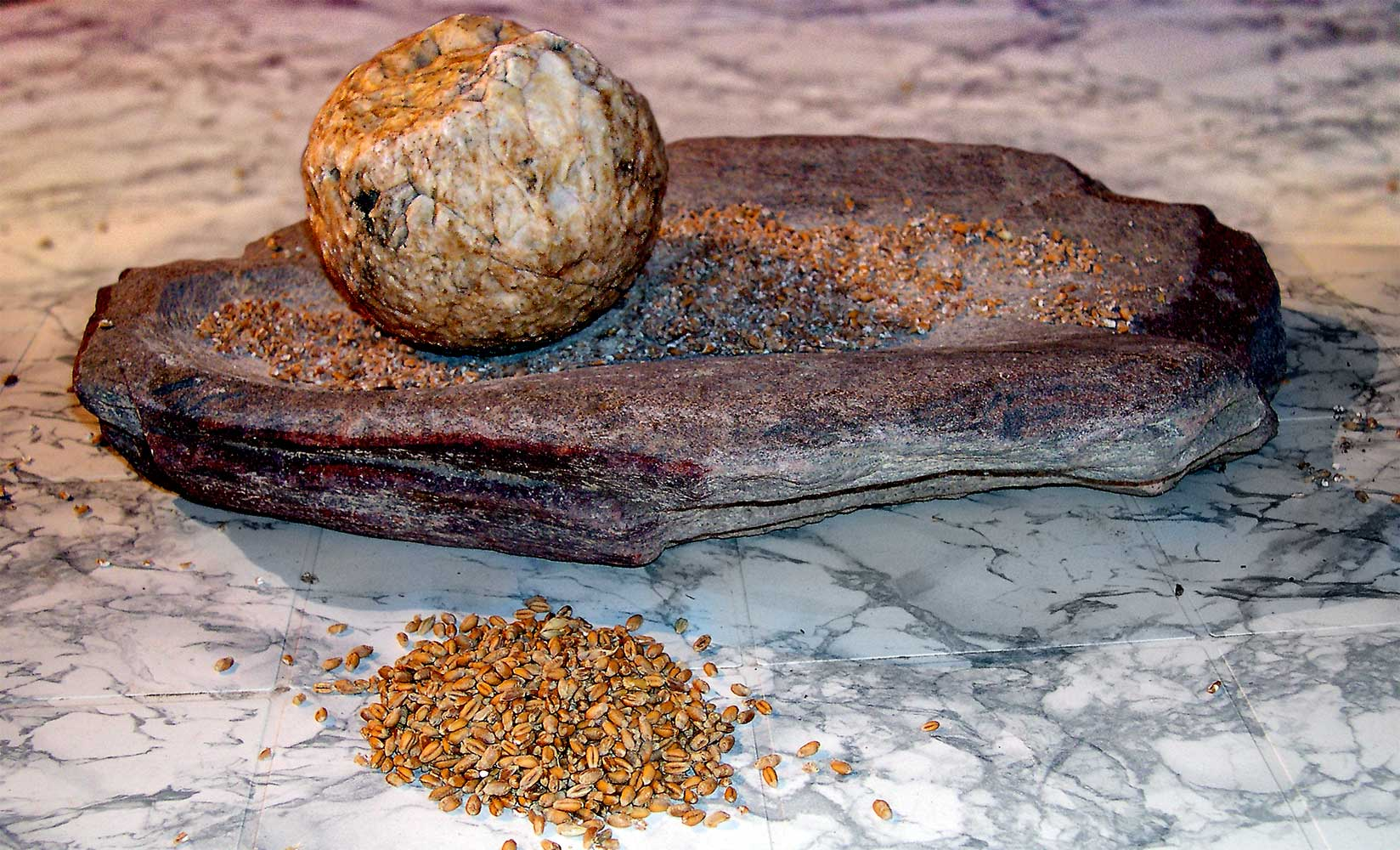
Molino neolítico de piedra pulida.

Dentro de la enorme diversidad de áreas culturales que presenta el continente africano en tiempos neolíticos, es posible esbozar unas características generales que sirvan de marco de referencia general. Esta variedad fue debida a la adaptación de los grupos a condiciones climáticas y ambientales muy diversas, así como a la diversidad del sustrato mesolítico autóctono que se encontraba en el origen de todo el proceso.
En líneas generales:
- El Neolítico africano descansa mucho más en la ganadería que en la agricultura, al menos en los primeros tiempos. Esta base económica pastoril implica una alta movilidad de los grupos, favoreciendo los contactos y su expansión. Como contrapunto hay una ausencia de secuencias de habitación u ocupación largas y estables. Los primeros indicios de aprovechamiento de cereales están en el Sáhara y el valle del Nilo, en torno al 7000-6000 a. C. Sin embargo, no hay pruebas suficientes como para determinar exactamente el papel en la dieta global de estos primeros grupos neolíticos.
- La caza y la pesca debieron de seguir practicándose, ya que eran importantes fuentes de proteínas. A juzgar por las pruebas arqueológicas, la pesca parece haber tenido especial importancia entre los últimos grupos mesolíticos y los primeros neolíticos.
- En lo que se refiere a la cerámica, esta se fabricaba desde el mesolítico en el Sáhara y la meseta de Kenia, y presenta formas globulares sencillas, de boca ancha, técnica bruñida y/o decoración incisa. En la costa mediterránea había cerámica impresa cardial similar a la del Próximo Oriente.
- La industria lítica, por su parte, es especialmente notable en abundancia y calidad. Hay una rica industria sobre sílex, con puntas de retoque plano bifacial junto a útiles de piedra pulimentada. Se difunden por los circuitos de pastoreo, y en el norte hay que añadir la numerosa industria microlítica ya existente desde el mesolítico.

## Geocultura

### Sáhara

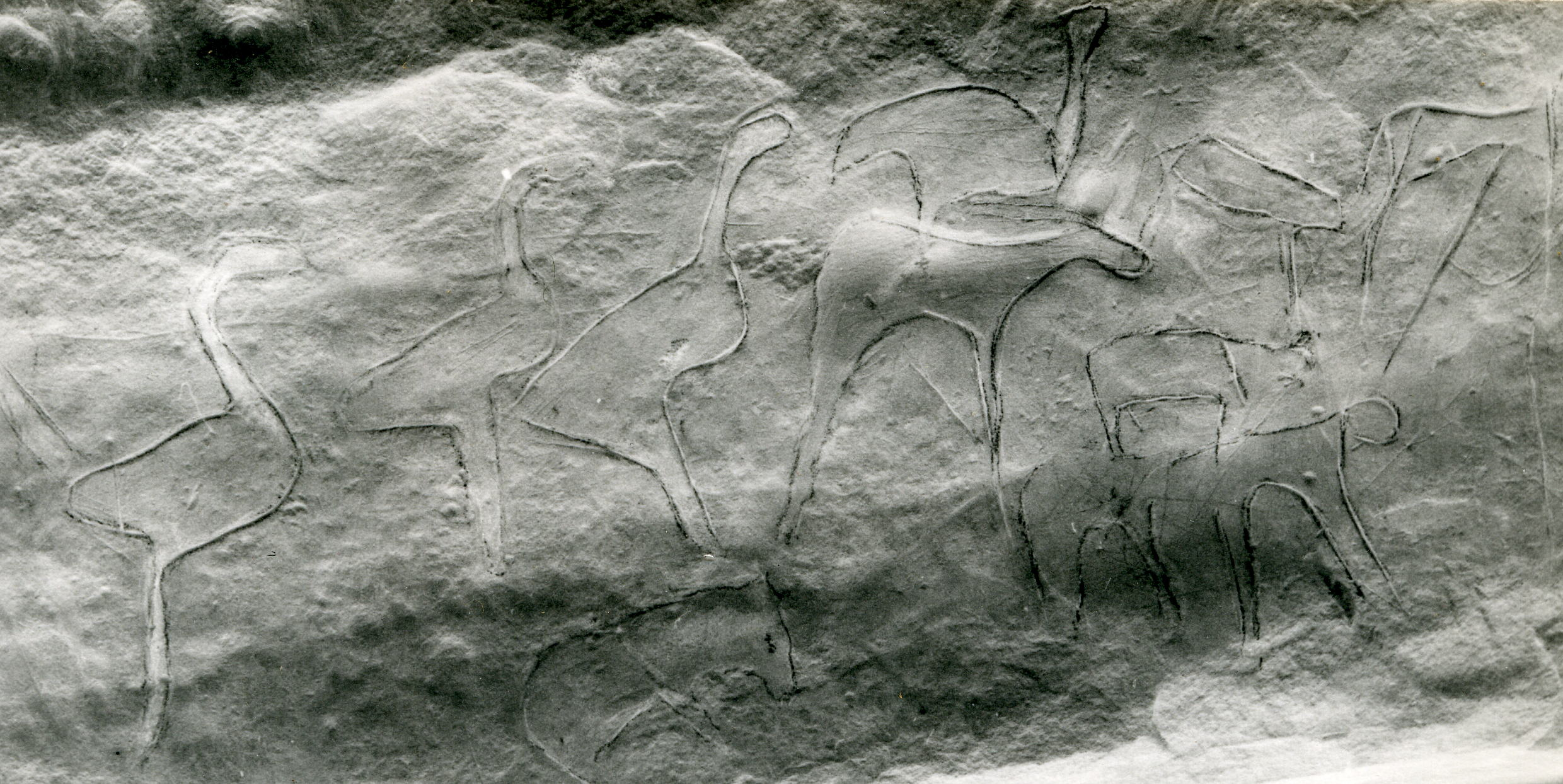
Grabados neolíticos del norte de África.

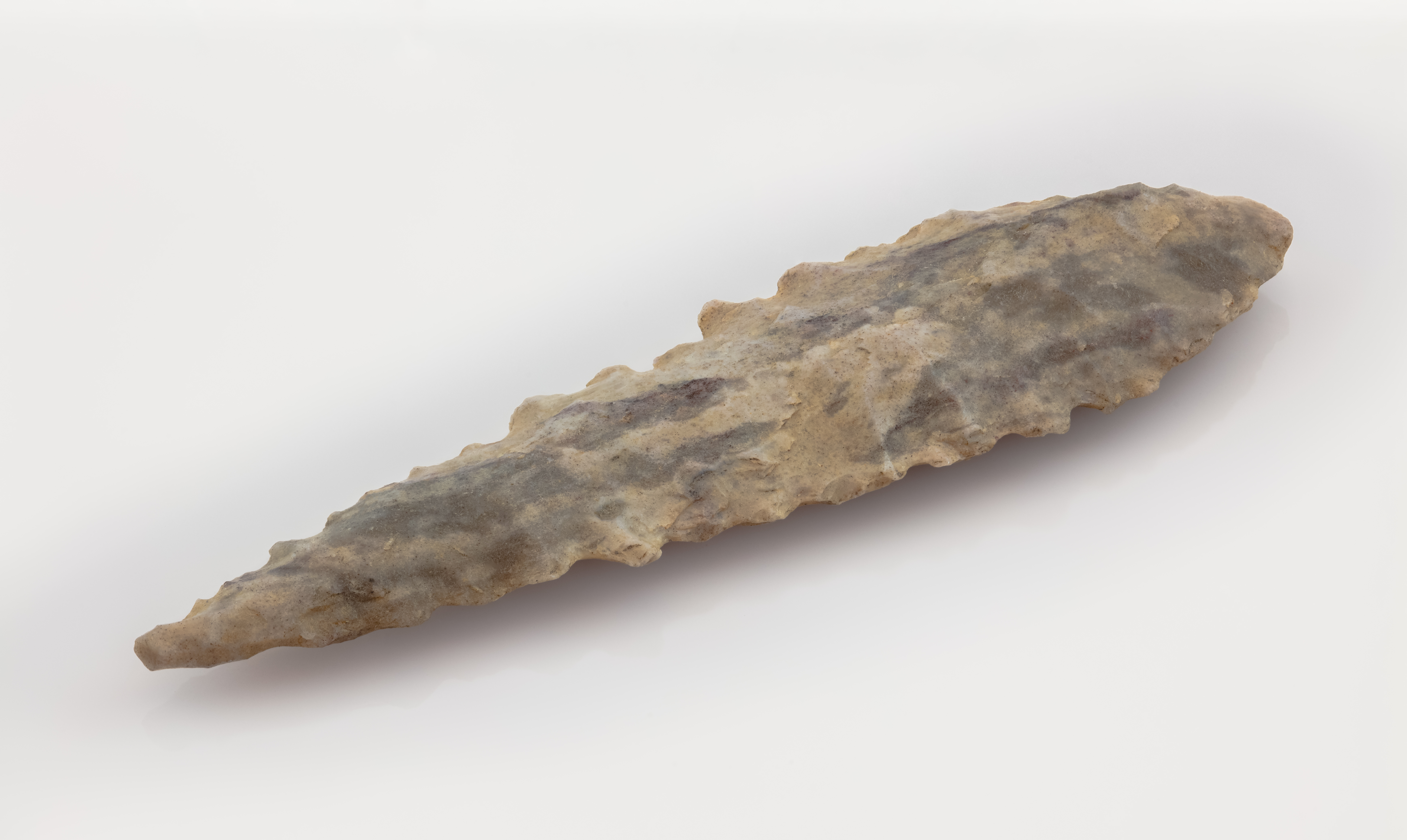
Punta de flecha del neolítico, frontera de Níger y Mali.

Hacia el 8000 a. C. lo que actualmente es el desierto del Sáhara era una inmensa sabana dominada por las gramíneas, con abundantes zonas pantanosas y lagos, así como una variada fauna. Los grupos mesolíticos africanos la recorrían cazando y recolectando masivamente los vegetales comestibles, como lo prueban las muelas para grano de hasta 300 kilos de peso encontradas. Hacia el 6000 a. C. se produjo un acusado descenso de las lluvias y el consecuente deterioro medioambiental que expulsó a los incipientes grupos ganaderos hacia la periferia del Sáhara: hacia el Magreb, Sahel y área de Jartum (Sudán actual). Es en la región de Jartum (Khartum) donde se desarrolló, a partir del 5200 a. C., la cultura jartumiana o khartumiana, considerada actualmente como plenamente neolítica: junto a las evidencias de ganadería hay un incipiente cultivo selectivo del trigo, así como recipientes hechos en cerámica y piedra con decoraciones incisas. Sus signos culturales son los mismos que después aparecieron río abajo: la circuncisión, deformaciones craneales rituales, momificación por desecación en la arena, el carnero y la vaca sagradas, además del disco solar.
En los macizos del Sáhara central-sur, todavía habitables entonces, se desarrolló la cultura denominada Tenereense, por estar sus manifestaciones relacionadas con la zona del Teneré, al norte de Níger. Se le atribuyen cronologías entre ca. 3850 y 2450 a. C., y presenta numerosos útiles en sílex y en jaspe, destacando sobremanera las puntas de flecha con retoque bifacial. También se encuentran piedra pulimentada, cerámica y un riquísmo arte rupestre.

### Egipto
El Valle del Nilo y sus oasis occidentales vieron nacer a las que fueron identificadas como primeras culturas plenamente neolíticas en África, en los yacimientos de El Fayum, Siwa, Jarga y Merimda. Según unos autores, las fechas más antiguas están en torno al 6400 a. C., aunque otros datan los orígenes de Merimda hacia el 5500 a. C. y del Fayum A sobre el 5200. En algunos de estos yacimientos son evidentes las influencias de los grupos vecinos del Próximo Oriente asiático (Merimda) o del Sáhara (oasis de Siwa y Jarga). Basándose en las pruebas arqueológicas, se puede afirmar la existencia de una economía fundamentada en la domesticación de bóvidos de gran tamaño, combinada con la agricultura del trigo y la cebada, así como la caza y recolección como complemento. Estos grupos se desarrollaron en paralelo a la cultura Jartum-Shaheinab (ver supra), cuyas influencias saharianas se combinaron con tradiciones mesolíticas locales.
Durante el V milenio a. C. ha sido identificado el Tasiense, primer esbozo de lo que sería posteriormente el periodo predinástico de Egipto y cuyo yacimiento epónimo es Deir Tasa, en el Alto Egipto. Su evolución cultural daría forma al Badariense, cuya diferencia principal radica en que conocían el cobre, aunque no lo fundían sino que lo manipulaban gracias al martilleado. De esta misma época datan las ricas necrópolis que se extienden a lo largo de unos 30 km de la orilla oriental del Nilo, al sur de El-Badari, en el ámbito geográfico donde surgieron posteriormente los grupos de Nagada.

### Maghreb
Los grupos mesolíticos capsienses, identificados en la región central de Túnez (en el área de Gafsa, antigua Capsa) y en la argelina de Tébessa, evolucionaron hacia modos de producción neolíticos muy relacionados con los saharianos y jartumianos (ver supra), hasta el punto que algunos autores los engloban a todos ellos en el denominado Creciente fértil africano, que incluiría también la franja palestina, con el natufiense. Su cronología se sitúa entre el VI y el III milenios a. C. Su denominación como capsiense ha sido objeto de discusión, aunque hoy en día sigue utilizándose, ya que se observa una clara continuidad en la industria microlítica. No hay pruebas de agricultura, pero sí de un activo pastoreo. Se han encontrado grabados rupestres relacionados con estos grupos, así como plaquitas grabadas y huevos de avestruz decorados.

### África Oriental
Aunque la información que se dispone para esta área es muy escasa, no parece que la agricultura y la ganadería se extendieran por ella antes del 4000 a. C.. De hecho, parece asimismo que la introducción de la agricultura fue incluso posterior, por lo que en la zona oriental del continente africano nos encontramos con ganaderos influidos, de acuerdo con las cronologías manejadas, por las más neolitizadas comunidades vecinas. En esta región dos de los cultivos principales fueron de plantas autóctonas: el café y el teff.

### África Occidental
En el Occidente, las primeras pruebas de formas de vida neolíticas son aún posteriores, ya que, aunque se han hallado piezas de piedra pulimentada y cerámica datadas entre el 5000 y el 4000 a. C., los primeros datos constatados de pastoreo son del 2500 a. C., y los de agricultura en torno al 1200 a. C.. La primera cultura plenamente neolítica se desarrolló en la zona de Ghana y Costa de Marfil en torno a 1650 a. C., con pequeños poblados, cerámica y útiles de piedra pulimentada.
Dos de los cultivos más importantes de esta región intertropical fueron el arroz de guinea y el ñame.